# Campeonato Mundial de Remo de 2010
O Campeonato Mundial de Remo de 2010 foi a 40º edição do Campeonato Mundial de Remo, foi realizado no Lago Karapiro em Cambridge, Nova Zelândia.

## Resultados

### Masculino
| Evento                              | Ouro | Prata | Bronze |
| ----------------------------------- | --- | --- | --- |
| Scull ind. M1X (06.11)              | Ondřej Synek · Chéquia · 6:47,49 | Mahe Drysdale · Nova Zelândia · 6:49,42 | Alan Campbell · Reino Unido · 6:49,83 |
| Doble scull M2X (07.11)             | Nathan Cohen · Joseph Sullivan · Nova Zelândia · 6:22,63 | Matthew Wells · Marcus Bateman · Reino Unido · 6:24,21 | Cédric Berrest · Julien Bahain · França · 6:28,54 |
| Cuatro scull M4X (05.11)            | David Šain · Martin Sinković · Damir Martin · Valent Sinković · Croácia · 6:15,78                                                                                                 | Luca Agamennoni · Simone Venier · Matteo Stefanini · Simone Raineri · Itália · 6:17,04                                                                                | Karsten Forsterling · David Crawshay · James McRae · Daniel Noonan · Austrália · 6:18,93 |
| Dos sin timonel M2- (06.11)         | Eric Murray · Hamish Bond · Nova Zelândia · 6:30,16 | Pete Reed · Andrew Triggs Hodge · Reino Unido · 6:30,48 | Georgios Tziallas · Ioannis Christou · Grécia · 6:36,00 |
| Dos con timonel M2+ (06.11)         | Christopher Morgan · Dominic Grimm · David Webster (t) · Austrália · 7:03,32 | Paolo Perino · Pierpaolo Frattini · Andrea Lenzi (t) · Itália · 7:04,38                                                                                               | Maximilian Munski · Filip Adamski · Albert Kowert (t) · Alemanha · 7:06,20 |
| 4 sin timonel M4- (05.11)           | Jean-Baptiste Macquet · Germain Chardin · Julien Desprès · Dorian Mortelette · França · 6:45,38                                                                                   | Stergios Papachristos · Ioannis Tsilis · Nikolaos Gkountoulas · Apostolos Gkountoulas · Grécia · 6:45,15                                                              | Jade Uru · Simon Watson · Hamish Burson · David Eade · Nova Zelândia · 6:48,38 |
| 8 con timonel M8+ (07.11)           | Gregor Hauffe · Maximilian Reinelt · Kristof Wilke · Florian Mennigen · Richard Schmidt · Lukas Müller · Toni Seifert · Sebastian Schmidt · Martin Sauer (t) · Alemanha · 5:33,84 | Tom Broadway · James Clarke · Cameron Nichol · James Foad · Mohamed Sbihi · Gregory Searle · Tom Ransley · Daniel Ritchie · Phelan Hill (t) · Reino Unido · 5:34,46   | William Lockwood · Matthew Ryan · Francis Hegerty · Cameron McKenzie McHarg · James Marburg · Samuel Loch · Nicholas Purnell · Joshua Dunkley-Smith · Tobias Lister (t) · Austrália · 5:35,96 |
| Scull ind. ligero LM1X (07.11)      | Marcello Miani · Itália · 7:05,82 | Lukáš Babač · Eslováquia · 7:08,19 | Péter Galambos · Hungria · 7:09,86 |
| Doble scull ligero LM2X (05.11)     | Zac Purchase · Mark Hunter · Reino Unido · 7:13,47 | Lorenzo Bertini · Elia Luini · Itália · 7:15,88 | Storm Uru · Peter Taylor · Nova Zelândia · 7:18,31 |
| Cuatro scull ligero LM4X (06.11)    | Jonathan Koch · Lars Wichert · Linus Lichtschlag · Lars Hartig · Alemanha · 6:11,44                                                                                               | Alexandre Pilat · Pierre-Étienne Pollez · Stany Delayre · Frédéric Dufour · França · 6:14,02                                                                          | Steffen Jensen · Martin Batenburg · Christian Nielsen · Hans-Christian Sørensen · Dinamarca · 6:14,94                                                                                         |
| Dos sin timonel ligero LM2- (05.11) | Fabien Tilliet · Jean-Christophe Bette · França · 7:18,92 | Graham Oberlin-Brown · James Lassche · Nova Zelândia · 7:21,29 | Matt Jensen · Rares Crisan · Canadá · 7:23,79 |
| 4 sin timonel ligero LM4- (06.11)   | Richard Chambers · Paul Mattick · Rob Williams · Chris Bartley · Reino Unido · 6:10,71                                                                                            | Anthony Edwards · Samuel Beltz · Blair Tunevitsch · Todd Skipworth · Austrália · 6:10,78                                                                              | Lei Li · Chenggang Yu · Zhe Huang · Zhongwei Li · China · 6:10,79 |
| 8 con timonel ligero LM8+ (07.11)   | Daniel Wisgott · Robby Gerhardt · Jan Lüke · Lars Wichert · Jochen Kühner · Bastian Seibt · Jost Schömann-Finck · Martin Kühner · Albert Kowert (t) · Alemanha · 5:48,61          | Ross Brown · Angus Tyers · Blair Tunevitsch · Alister Foot · Nicholas Baker · Darryn Purcell · Thomas Bertrand · Perry Ward · David Webster (t) · Austrália · 5:50,27 | Luigi Scala · Davide Riccardi · Luca De Maria · Armando Dell'Aquila · Matteo Pinca · Gennaro Gallo · Livio La Padula · Bruno Mascarenhas · Vincenzo Di Palma (t) · Itália · 5:52,24           |

- (t) - timoneiro

### Feminino
| Evento                           | Ouro | Prata | Bronze |
| -------------------------------- | --- | --- | --- |
| Scull ind. W1X (06.11)           | Frida Svensson · Suécia · 7:47,61 | Ekaterina Karsten · Bielorrússia · 7:47,79 | Emma Twigg · Nova Zelândia · 7:49,64 |
| Doble scull W2X (07.11)          | Anna Watkins · Katherine Grainger · Reino Unido · 7:04,70 | Kerry Hore · Kim Crow · Austrália · 7:10,08 | Magdalena Fularczyk · Julia Michalska · Polónia · 7:14,40 |
| Cuatro scull W4X (05.11)         | Debbie Flood · Beth Rodford · Frances Houghton · Annabel Vernon · Reino Unido · 7:12,78                                                                                         | Kateryna Tarasenko · Olena Buriak · Anastasia Kozhenkova · Yana Dementieva · Ucrânia · 7:14,95                                                                                          | Britta Oppelt · Carina Bär · Tina Manker · Julia Richter · Alemanha · 7:15,26 |
| Dos sin timonel W2- (06.11)      | Juliette Haigh · Rebecca Scown · Nova Zelândia · 7:17,12 | Helen Glover · Heather Stanning · Reino Unido · 7:20,24 | Zsuzsanna Francia · Erin Cafaro · Estados Unidos 7:22,46 |
| 4 sin timonel W4- (05.11)        | Chantal Achterberg · Nienke Kingma · Carline Bouw · Femke Dekker · Países Baixos · 7:21,09                                                                                      | Sarah Heard · Sarah Cook · Pauline Frasca · Kate Hornsey · Austrália · 7:23,99 | Mara Allen · Grace Luczak · Adrienne Martelli · Alison Cox · Estados Unidos · 7:24,56                                                                                                 |
| 8 con timonel W8+ (07.11)        | Anna Goodale · Amanda Polk · Jamie Redman · Taylor Ritzel · Esther Lofgren · Eleanor Logan · Meghan Musnicki · Katherine Glessner · Mary Whipple (t) · Estados Unidos · 6:12,42 | Emma Darling · Cristy Nurse · Janine Hanson · Rachelle De Jong · Krista Guloien · Ashley Brzozowicz · Darcy Marquardt · Andreanne Morin · Lesley Thompson-Willie (t) · Canadá · 6:16,12 | Roxana Cogianu · Ionelia Zaharia · Maria Diana Bursuc · Ioana Crăciun · Adelina Cojocariu · Nicoleta Albu · Camelia Lupaşcu · Eniko Mironcic · Teodora Stoica (t) · Roménia · 6:18,96 |
| Scull ind. ligero LW1X (07.11)   | Marie-Louise Draeger · Alemanha · 7:43,45 | Louise Ayling · Nova Zelândia · 7:48,48 | Laura Milani · Itália · 7:49,04 |
| Doble scull ligero LW2X (05.11)  | Lindsay Jennerich · Tracy Cameron · Canadá · 8:06,20 | Daniela Reimer · Anja Noske · Alemanha · 8:07,33 | Christina Giazitzidou · Alexandra Tsiavou · Grécia · 8:09,14 |
| Cuatro scull ligero LW4X (06.11) | Lena Müller · Daniela Reimer · Anja Noske · Marie-Louise Draeger · Alemanha · 6:44,94                                                                                           | Victoria Burke · Kristin Hedstrom · Ursula Grobler · Abelyn Broughton · Estados Unidos · 6:47,99                                                                                        | Shimin Yan · Xinnan Wang · Jing Liu · Tingting Liu · China · 6:49,50 |

- (t) - timoneiro

## Quadro de Medalhas
| Ordem | País           | Medalha de ouro | Medalha de prata | Medalha de bronze | Total |
| ----- | -------------- | --------------- | ---------------- | ----------------- | ----- |
| 1     | Alemanha       | 5               | 1                | 2                 | 8     |
| 2     | Reino Unido    | 4               | 4                | 1                 | 9     |
| 3     | Nova Zelândia  | 3               | 3                | 3                 | 9     |
| 4     | França         | 2               | 1                | 1                 | 4     |
| 5     | Austrália      | 1               | 4                | 2                 | 7     |
| 6     | Itália         | 1               | 3                | 2                 | 6     |
| 7     | Estados Unidos | 1               | 1                | 2                 | 4     |
| 8     | Canadá         | 1               | 1                | 1                 | 3     |
| 9     | Croácia        | 1               | 0                | 0                 | 1     |
| 9     | Países Baixos  | 1               | 0                | 0                 | 1     |
| 9     | Chéquia        | 1               | 0                | 0                 | 1     |
| 9     | Suécia         | 1               | 0                | 0                 | 1     |
| 13    | Grécia         | 0               | 1                | 2                 | 3     |
| 14    | Bielorrússia   | 0               | 1                | 0                 | 1     |
| 14    | Eslováquia     | 0               | 1                | 0                 | 1     |
| 14    | Ucrânia        | 0               | 1                | 0                 | 1     |
| 17    | China          | 0               | 0                | 2                 | 2     |
| 18    | Dinamarca      | 0               | 0                | 1                 | 1     |
| 18    | Hungria        | 0               | 0                | 1                 | 1     |
| 18    | Polónia        | 0               | 0                | 1                 | 1     |
| 18    | Roménia        | 0               | 0                | 1                 | 1     |
|       | TOTAL          | 22              | 22               | 22                | 66    |